# Jacques Gosselin
Jacques Gosselin (* 29. September 1897 in Criquetot-l’Esneval, Département Seine-Maritime; † 22. Mai 1953 in Gonneville-la-Mallet, Département Seine-Maritime; vollständiger Name: Jacques Pierre Gosselin) war ein französischer Kolonialbeamter. Er war Gouverneur von Niger.

## Leben
Jacques Gosselin leistete nach seinem Baccalauréat von 1916 bis 1919 Militärdienst. Er trat 1920 in den Dienst der Kolonialverwaltung in Französisch-Westafrika. 1922 heiratete er Lucie Holgard. Noch Ende der 1920er Jahre in Ouagadougou in der Kolonie Obervolta eingesetzt, war er Anfang der 1930er Jahre Kreiskommandant von Gouré in der Kolonie Niger. Gosselin wurde als Kolonialbeamter stetig befördert: 1922 zum administrateur adjoint, 1931 zum administrateur und 1941 zum administrateur en chef. Von Mai bis November 1946 übernahm er von Jean Toby interimsmäßig das Amt des Gouverneurs der Kolonie Niger. Sein Schwager Pierre Cournarie war zu dieser Zeit als Generalgouverneur von Französisch-Westafrika sein Vorgesetzter.

## Ehrungen
- Ritter (1926) und Offizier (1947) der Ehrenlegion
- Croix de guerre mit Palmenzweig und silbernem Stern
- Ritter des Nischan-el-Iftikhar-Ordens
- Offizier des Ordens vom Schwarzen Stern